# I've Been Expecting You
I've Been Expecting You è il secondo Album in studio del cantautore britannico Robbie Williams, pubblicato il 26 ottobre 1998 dalla EMI.
Anticipato dal singolo Millennium, cui fanno seguito gli altri singoli estratti No Regrets (che vede la collaborazione dei Pet Shop Boys), Strong e She's the One, l'album ha venduto oltre 4 milioni di copie in tutta Europa.

## Tracce
Edizione standard
Testi e musiche di Robbie Williams e Guy Chambers, eccetto dove indicato.
1. Strong – 4:40
2. No Regrets – 5:10
3. Millennium – 4:07 (Robbie Williams, Guy Chambers, Leslie Bricusse, John Barry)
4. Phoenix From the Flames – 4:02
5. Win Some Lose Some – 4:18
6. Grace – 3:12
7. Jesus in a Camper Van – 3:39 (Robbie Williams, Guy Chambers, Loudon Wainwright III)
8. Heaven from Here – 3:05
9. Karma Killer – 4:30
10. She's the One – 4:18 (Karl Wallinger)
11. Man Machine – 3:36
12. These Dreams – 5:10

Riedizione del 2002
Testi e musiche di Robbie Williams e Guy Chambers, eccetto dove indicato.
1. Strong – 4:40
2. No Regrets – 5:10
3. Millennium – 4:07 (Robbie Williams, Guy Chambers, Leslie Bricusse, John Barry)
4. Phoenix From the Flames – 4:02
5. Win Some Lose Some – 4:18
6. Grace – 3:12
7. It's Only Us – 2:51
8. Heaven from Here – 3:05
9. Karma Killer – 4:30
10. She's the One – 4:18 (Karl Wallinger)
11. Man Machine – 3:36
12. These Dreams – 5:10

## Formazione
- Robbie Williams - voce
- Guy Chambers - chitarra acustica, chitarra elettrica, pianoforte, tastiera, batteria elettronica, sintetizzatore, vibrafono, organo Hammond
- Richard Flack - programmazione
- Dave Catlin-Birch - basso, cori
- Chris Sharrock - batteria
- Jim Brumby - programmazione
- Alex Dickson - chitarra acustica, cori, chitarra elettrica
- Andy Duncan - percussioni, programmazione
- Gary Nuttall - chitarra acustica, cori, chitarra elettrica
- Fil Eisler - basso, chitarra
- Nick Hannan - programmazione
- André Barreau - chitarra elettrica, cori
- Steve McEwan - chitarra acustica, cori, chitarra elettrica
- DJ Slice - scratch
- Jeremy Stacey - batteria
- Claire Worrall, Neil Tennant, Claude Patterson, Beverly Skeete, Claudia Fontaine, Neil Hannon - cori

## Classifiche

### Classifiche settimanali
| Classifica (1998-03) | Posizione massima |
| -------------------- | ----------------- |
| Austria              | 24                |
| Belgio (Fiandre)     | 11                |
| Belgio (Vallonia)    | 32                |
| Finlandia            | 20                |
| Francia              | 31                |
| Germania             | 16                |
| Irlanda              | 14                |
| Norvegia             | 5                 |
| Nuova Zelanda        | 4                 |
| Paesi Bassi          | 35                |
| Regno Unito          | 1                 |
| Svezia               | 21                |
| Svizzera             | 19                |

### Classifiche di fine anno
| Classifica (1998) | Posizione |
| ----------------- | --------- |
| Regno Unito       | 5         |
| Classifica (1999) | Posizione |
| Germania          | 83        |
| Regno Unito       | 6         |
| Classifica (2001) | Posizione |
| Regno Unito       | 61        |
| Classifica (2003) | Posizione |
| Belgio (Fiandre)  | 70        |